# Leptotarsus (Longurio) mitiformis
Leptotarsus (Longurio) mitiformis is een tweevleugelige uit de familie langpootmuggen (Tipulidae). De soort komt voor in het Afrotropisch gebied.